# RMS Empress of Britain (1905)
El RMS Empress of Britain fue un transatlántico construido en los astilleros Fairfield Shipbuilding en Govan, Clyde (Escocia) en 1905-1906 para la compañía naviera canadiense Canadian Pacific Steamship (CP). Este barco, el primero de tres barcos de la Canadian Steamship en ser bautizados Empress of Britain (Emperatriz de Gran Bretaña) realizó de forma regular la travesía transatlántica entre Canadá y Europa hasta 1922, con la excepción de los años de la Primera Guerra Mundial.